# Casa Benjamin Habekost
Casa Benjamin Habekost, cunoscută și sub numele de Casa Leopold Kanizsa, este o clădire istorică situată pe strada Episcop Alexandru Bonnaz, nr. 15 din Timișoara.
Face parte din Situl urban „Fabric” (II), monument istoric cod LMI TM-II-s-B-06097.

## Istorie
În 1888 primăria orașului a parcelat fostul Vorpark, Benjamin Habekost fiind unul dintre cei care cumpără o parcelă de teren pentru casă pentru care obține autorizația de construire la data de 10 februarie 1890, aceasta fiind finalizată opt luni mai tarziu, la data de 8 octombrie 1890.
Benjamin Habekost, maghiarizat în Benő Habekost, a fost un negustor de blănuri de etnie germană din Timișoara, acesta figurând cu compania „B. Habekost” în 1870, fiind căsătorit cu Mária Meiszner. De asemenea, acesta era membru al lojei francmasonice Zu den drei weißen Lilien din Timișoara (în maghiară: Három Fehér Liliom). În februarie 1892 este consemnat decesul acestuia în Publicația Asociației de Științe Naturale a Ungariei de Sud (în maghiară: A Délmagyarországi Természettudományi Társulat közlönye).
Conform memoriilor lui Annie Hammer, în perioada interbelică clădirea a fost deținută de către comerciantul evreu de textile Leopold Kanizsa (Lipót  Kanizsa), care deținea un magazin pe strada 3 August 1919, la nr. 16.

## Descriere
Clădirea este realizată în stil ecletic istoricist cu elemente clasiciste, fiind caracterizată un singur nivel.
Din punct de vedere al detaliilor plastice, aceasta prezintă frontoane triunghiulare susținute de acrotere deasupra ferestrelor, denticuli la nivelul cornișelor și un colț teșit rezultat în urma intersecției fațadelor, formând o mică fațadă de colț, evidențiată prin prezența unui balcon cu balustradă.